# Binalbagan
Binalbagan  ist eine Gemeinde in der Provinz Negros Occidental auf der Insel Negros auf den Philippinen. Sie hat 67.270 Einwohner (Zensus 1. August 2015), die in 16 Barangays leben. Sie gehört zur 1. Einkommensklasse der Gemeinden auf den Philippinen und wird als partiell urbanisiert beschrieben. Sie liegt etwa 62 km südlich von Bacolod City. Die Reisezeit beträgt rund 90 Minuten mit dem Bus, mit dem Auto etwa 1 Stunde. Ihre Nachbargemeinden sind Hinigaran im Norden, Isabella im Nordwesten, La Libertad in Negros Oriental im Osten, Jimalalud im Südosten, Himamaylan City im Süden. Im Westen grenzt die Gemeinde an den Golf von Panay. Die Topographie der Gemeinde wird im Westen als Flachland beschrieben, und im Osten reicht die Gemeinde bis in das Inselgebirge Negros, in dem der Vulkan Mandalagan liegt.

## Barangays
| - Amontay - Bagroy - Bi-ao - Canmoros (Pob.) - Enclaro (Pob.) - Marina (Pob.) - Paglaum (Pob.) - Payao | - Progreso (Pob.) - San Jose - San Juan (Pob.) - San Pedro (Pob.) - San Teodoro (Pob.) - San Vicente (Pob.) - Santo Rosario (Pob.) - Santol |